# Dolichotetranychus elatariae
Dolichotetranychus elatariae är en spindeldjursart som beskrevs av Mohanasundaram 1983. Dolichotetranychus elatariae ingår i släktet Dolichotetranychus och familjen Tenuipalpidae. Inga underarter finns listade i Catalogue of Life.